# Brésil aux Jeux olympiques d'hiver de 2018
La participation du Brésil est attendue aux Jeux olympiques d'hiver de 2018 à Pyeongchang en Corée du Sud. Le pays y présentera 6 athlètes, dans trois sports différents.

## Participation
Aux Jeux olympiques d'hiver de 2018, les athlètes de l'équipe du Brésil participent aux épreuves suivantes : 
| Sport               | Hommes | Femmes | Total |
| ------------------- | ------ | ------ | ----- |
| Ski alpin           | 1      | 0      | 1     |
| Bobsleigh           | 4      | 0      | 4     |
| Ski de fond         | 1      | 1      | 2     |
| Patinage artistique | 0      | 1      | 1     |
| Snowboard           | 0      | 1      | 1     |
| Total               | 6      | 3      | 9     |

## Athlètes et résultats

### Ski alpin
Michel Macedo est qualifié pour les épreuves de slalom et de slalom géant.

### Patinage artistique
Isadora Williams représentera le Brésil.